# Марсельская лихорадка
Марсе́льская лихора́дка (лат. ixodorickettsiosis, febris mediterranea, marseilles febris) — острое зоонозное заболевание из группы клещевых риккетсиозов, вызываемое бактерией Rickettsia conorii. Особенно часто регистрируется в государствах Средиземноморья, Юго-Восточной и Восточной Африки, в Индии, в бассейнах Чёрного и Каспийского морей, на Апшеронском полуострове и в Крыму. Заболеваемость носит спорадический характер, в эндемических очагах она преобладает в весенне-летний период, а в тропических зонах случаи заболевания фиксируются круглый год. Для неё типичен общий доброкачественный ход болезни, наличие первичного аффекта («чёрного пятна»), повсеместные высыпания на коже, болезненное увеличение регионарных лимфатических узлов, гипотония и брадикардия. Считается, что источником возбудителя инфекции являются различные животные (кролики, зайцы, грызуны), но чаще всего — представители семейства псовых. Функции переносчика инфекции выполняют иксодовые клещи, как правило — собачий клещ.

## История
Марсельская лихорадка была впервые описана под наименованием «прыщевидная лихорадка» французскими медиками А. Конором и А. Брюшем в 1910 году в Тунисе. В 1910—1920 годах несколько случаев марсельской лихорадки были зафиксированы итальянским врачом Кардуччи. В 1925—1928 годах это заболевание изучалось Д. Ольмером и Дж. Ольмером в Марселе, что и дало ему современное название. Этими исследователями было сделано предположение, что заболевание передаётся через укусы собачьих клещей. В 1932 году был выделен и открыт возбудитель этой болезни, а Международный конгресс гигиенистов в Марселе порекомендовал для данной болезни название лат. fievre boutonneuse как самое удачное, хотя и не отражающее полностью всех видов наблюдаемой сыпи. Вполне возможно, что из-за неадекватности предложенного в Марселе наименования в литературе прочно утвердилось название «марсельская лихорадка».
На территории СССР первые 8 заболевших были диагностированы А. Я. Алымовым в Севастополе в 1936 году. Он же первым подробно описал болезнь в соавторстве с М. Ф. Андреевым, что фактически заложило основы для изучения марсельской лихорадки отечественной медициной. Несколько позднее опыт наблюдения за больными марсельской лихорадкой был расширен благодаря работам П. П. Попова в Азербайджане в 1946 году и А. С. Аветисова на черноморском побережье Кавказа в 1952 году.
Марсельская лихорадка также известна под названиями: средиземноморская лихорадка, марсельский риккетсиоз, тунисский эндемический тиф, папулезная лихорадка, болезнь Кардуччи-Ольмера, тунисская сыпнотифозная лихорадка, инфекционная экзантема Средиземного моря, собачья болезнь и др.

## Этиология заболевания
Возбудителем инфекции является бактерия Rickettsia conorii, которая паразитирует внутриклеточно и внутриядерно. Как правило, она обладает размерами 0,3—0,8 мкм и с точки зрения патогенеза представляет опасность для кроликов, морских свинок, сусликов, обезьян, белых мышей и белых крыс. У самцов этих животных она может быть выявлена в клетках мезотелия и служить причиной периорхита. У заболевших людей присутствие возбудителя возможно обнаружить в крови во время первых суток лихорадочного периода, в розеолах кожи и в первичном аффекте, который неизбежно возникает в месте укуса клеща. Морфологические, тинкториальные и иммунологические свойства бактерии Rickettsia conorii имеют много сходного с Rickettsia rickettsii, которая является возбудителем другой опасной болезни — пятнистой лихорадки Скалистых гор.

## Клиническая картина
Клиническая картина болезни характеризуется интоксикацией, первичным аффектом, макуло-папулёзными высыпаниями на коже, лихорадкой и регионарным лимфаденитом. Диагностика заболевания осуществляется на основе клинической картины, результатов лабораторного анализа и сведений по эпидемиологическому анамнезу (факт укуса иксодового клеща, посещение эндемического очага и т. п.).
После заражения инкубационный период продолжается от трёх до семи недель, начало заболевания протекает в острой лихорадочной форме длительностью от трёх до десяти суток. В месте укуса клеща наблюдается первичный аффект, интоксикация организма как правило выражается в умеренной степени, лицо становится одутловатым и гиперемированным, проявляется регионарный лимфаденит. На вторые-четвёртые сутки всё тело, включая подошвы и ладони, покрывается обильной сыпью, которая поначалу носит макулёзный характер, затем становится макулопапулёзной, часто — с геморрагическими симптомами. Сыпь сохраняется от восьми до десяти суток. К исходу заболевания элементы сыпи пигментируются.
В большинстве ситуаций прогноз развития болезни носит благоприятный характер. Больных госпитализируют, для лечения используют тетрациклиновые препараты в средних дозах и симптоматические средства. При правильном их применении клинический эффект становится очевиден через два-три дня. Обычно все лица, перенёсшие болезнь, приобретают стойкий пожизненный иммунитет, который может оказаться эффективным и в случае других риккетсиозов из группы пятнистых лихорадок (например — североазиатский клещевой риккетсиоз, пятнистая лихорадка Скалистых гор и тому подобное).
Профилактика заболеваемости в эндемических зонах заключается в выявлении и обработке акарацидами мест скопления клещей, поражённых клещами животных, чаще всего — собак и их будок. Рекомендуется также уничтожение бродячих и беспризорных животных.